# Samuel Crompton
Samuel Crompton (3. december 1753 – 26. juni 1827) var en engelsk opfinder og pioner inden for spindeindustrien. Han arbejde videre på James Hargreaves og Richard Arkwrights arbejder og opfandt maskinen spinning mule, der revolutionerede industrien på verdensplan.

## Tidlige liv
Samuel Crompton blev født i 10 Firwood Fold i byen Bolton i Lancashire som søn af George og Betty Crompton (født Elizabeth Holt fra Turton). Hans far var vicevært ved det nærliggende Hall i'th' Wood. Samuel havde to yngre søstre. Mens han var dreng, mistede han sin far, og måtte derefter bidrage til familiens økonomi ved at spinde garn og lære at spinde på James Hargreaves' Spinning Jenny. Jennyens mangler indgød i ham tanken om at udtænke noget bedre, hvilket han i hemmelighed arbejdede på i fem eller seks år. Indsatsen tog al hans fritid og penge, inklusive det, han tjente ved at spille violin i Bolton-teatret.
Den 16. februar 1780 giftede Crompton sig med Mary Pimlott (eller Pimbley) i Bolton sognekirke. De fik otte børn, herunder George Crompton (født 8. januar 1781), der blev en del af familievirksomheden.

## Spinning mule
Omkring år 1779 lykkedes det Samuel Crompton at fremstille en mule-jenny, en maskine der spandt garn velegnet til fremstilling af muslin. Den blev kendt som muslinhjulet eller Hall i' th' Woodwheel, hvilket kom fra navnet på det hus, hvor han og hans familie nu boede. Mule-jenny blev senere kendt som spinning mule. Der var en stærk efterspørgsel på det garn, som Crompton lavede i Hall i'th' Wood, men han manglede midlerne ansøge om et patent. Snagen i hans metoder tvang Crompton til at vælge mellem at ødelægge sin maskine eller gøre den offentlig. Han valgte det sidste alternativ efter at have modtaget løfter fra en række producenter om at betale ham for at kunne anvende "muldyret". Herefter genoptog han spinningen på eget initiativ, men med en ligegyldighed for om, det blev en succes.
Mule-jenny snoede rovingerne ved hjælp af rullere på samme måde som Arkwrights stel, imens spindelvognen på samme måde som Hargreaves jenny bevægede sig frem og tilbage 54 tommer for at strække tråden og derefter samle den i de drejende spindler. Muldyrets var af betydning, fordi det kunne spinde tråd bedre, end det kunne gøres i hånden, hvilket førte til en stadig finere tråd. Grov tråd (40'er) solgte for 14 shilling pr. pund, mens (80'er) spundet på hans muldyr solgte for 42 shilling pr. pund.
Da muldyret ikke havde et patent, gik der ikke lang tid for andre fremstillede det. Maskinen var konstrueret i jern, kraft blev anvendt for at hjælpe den indadgående bevægelse i 1790, og i 1834 var den fuldautomatisk eller selvvirkende. En undersøgelse i 1812 viste, at der var mellem 4 og 5 millioner spinning mules i brug. Crompton modtog for sin opfindelse ingen royalties.
I 1800 blev en sum på £500 rejst til hans fordel ved abonnement, og efter at Edmund Cartwright, opfinderen af kraftvæven, i 1809 modtog et tilskud på £10.000 fra parlamentet, var Crompton fast besluttet på at ansøge om et tilskud. I 1811 turnerede han produktionsdistrikterne i Lancashire og Skotland for at indsamle beviser, for hvor udbredt brugen af hans "muldyr" var. I 1812 blev han tildelt £5000 af parlamentet. Med hjælp fra disse penge lykkedes det Crompton at starte med at arbejde som bleger, efterfølgende som bomuldshandler og -spinder; det var dog uden succes. I 1824 købte nogle venner og medlemmer (inklusive Isaac og Benjamin Dobson, Benjamin Hick, John Kennedy og Peter Rothwell) fra Boltons Black Horse "retsforfølgelses"-klub en livrente på £63 til ham uden hans velvidende. 
Crompton døde den 26. juni 1827 i sit hus ved King Street i Bolton og blev begravet ved sognekirken St. Peter's.